# ドーマル
ドーマル（古ノルド語: Domar）は、北欧神話に登場するスウェーデンの王である。彼はユングリング家の一族であり、ドーマルディの息子であった。
ドーマルはDrottと結婚していた。彼女は〈高慢な〉ダン王(Dan)の妹である。ダン王の名はデンマークの国名の由来となった。ドロートとダンは『ユングリング家のサガ』において、リーグの息子ダンプ(Danp)の子供といわれている。
ドーマルの支配は長く続いている。彼の父ドーマルディが供犠にされた後、収穫は豊かであり平和が支配した。それゆえに、彼の治世ではあまり語るべき事がない。そして彼がウプサラで死んだとき、彼の遺体はフューリス河原(Fyrisvellir)を越えて運ばれ、川岸で焼かれ、その灰の上に墓石が立てられた。
彼の後は、その息子ディッグヴィが継いだ。
スノッリ・ストゥルルソンはその『ユングリング家のサガ』（1225年）でドーマルについてこのように書いている。

| Dómarr hét sonr Dómalda, er þar næst réð ríki; hann réð lengi fyrir löndum, ok var þá góð árferð ok friðr um hans daga. Frá honum er ekki sagt annat, en hann varð sóttdauðr at Uppsölum, ok var fœrðr á Fyrisvöllu ok brendr þar á árbakkanum, ok eru þar bautasteinar hans. |  | ドーマルディの息子は、ドーマルと呼ばれ、次に領地を統治した。 彼は長く統治した。その間、彼の時代は豊穣と平和で満ちていた。 彼は、ウプサラの彼の寝所で死に、フューリス(Fyrisvold)に運ばれたことしか伝わっていない。そこの河原で彼の肉体は焼かれ、そこには石碑(en)が残っているという。 |  |

スノッリがドーマルの息子デュグヴィを紹介した後に、ドーマルの結婚に関する情報が語られる（デンマークの言語は、デンマークの方言だけでなく全体として古ノルド語にあてはまる）

| Móðir Dyggva var Drótt, dóttir Danps konungs, sonar Rígs, er fyrstr var konungr kallaðr á danska tungu; hans ættmenn höfðu ávalt síðan konungsnafn fyrir hit œzta tignarnafn. Dyggvi var fyrstr konungr kallaðr sinna ættmanna; en áðr váru þeir dróttnar kallaðir, en konur þeirra dróttningar, en drótt hirðsveitin. En Yngvi eða Ynguni var kallaðr hverr þeirra ættmanna alla ævi, en Ynglingar allir saman. Drótt dróttning var systir Dans konungs hins mikilláta, er Danmörk er við kend. |  | デュグヴィの母はドロートで、彼女は、デンマーク語で最初に「王」と呼ばれたリーグの息子、ダンプ(Danp)の娘である。彼の子孫はそれ以降常に、最も高い威厳のある称号として王の称号を重んじた。デュグヴィは彼らの一族で王と呼ばれた最初の人であった。それ以前の人々ドロートニロル(Drottnar)と呼ばれており、女性達がドロートニンガル(Drottningar)、彼らの臣下がドロート(Drott)と呼ばれていた。彼らの血統のそれぞれは、ユングヴィ(Yngve)またはユングニ(Yngune)と呼ばれ、血族全体としてはユングリンガル(Ynglinger)と呼ばれた。王妃のドロートは〈高慢な〉ダン王(Dan Mikillati)の妹である。ダン王はデンマーク(Denmark)の名前の由来となった。 |  |

スノッリはまた、参考文献とした『ユングリンガ・タル』（9世紀に成立）の一部を書き入れている。
| Ok þess opt of Yngva hrör fróða menn of fregit hafðak, hvar Dómarr á dynjanda bana háalfs of borinn væri; nú þat veitk, at verkbitinn Fjölnis niðr við fýri brann. | 私は賢い人々から聞いた ドーマルの死、彼らはよく知っていた。 ドーマル、フューリスの広い浅瀬に置かれ、 焼かれて、ユングヴィの塚に埋葬された。 |  |

『ノルウェー史』は、スノッリが引用したものより古い『ユングリンガ・タル』のラテン語で書かれた要約を紹介している。
| Iste Domald genuit Domar qui in Swethia obiit morbo. Hujus filius Dyggui [...] | ドーマルディはドーマルをもうけた。そして彼はスウェーデンで死んだ。 同様に、ドーマルの息子、ディッグヴィ[...] |  |

さらにより昔の情報源である『アイスランド人の書』は、『ユングリンガ・タル』での系統を挙げており、そこではドーマルディの継承者とデュグヴィの先祖をドーマルだとしている。
viii Domaldr. ix Domarr. x Dyggvi

## 引用元
- ユングリング家のサガ（ヘイムスクリングラ）
- ユングリンガ・タル（英語版ウィキペディア）
- Historia Norwegiæ（英語版ウィキペディア）